# بخش گرنجر (شهرستان مدینه، اوهایو)
بخش گرنجر (به انگلیسی: Granger Township) یک منطقهٔ مسکونی در ایالات متحده آمریکا است که در شهرستان مدینا، اوهایو واقع شده‌است.
 بخش گرنجر ۶۰٫۶ کیلومتر مربع مساحت و ۳٬۹۲۸ نفر جمعیت دارد و ۳۴۷ متر بالاتر از سطح دریا واقع شده‌است.